# Wallichia triandra
Wallichia triandra là loài thực vật có hoa thuộc họ Arecaceae. Loài này được (J.Joseph) S.K.Basu miêu tả khoa học đầu tiên năm 1976.